# Weingut Aufricht

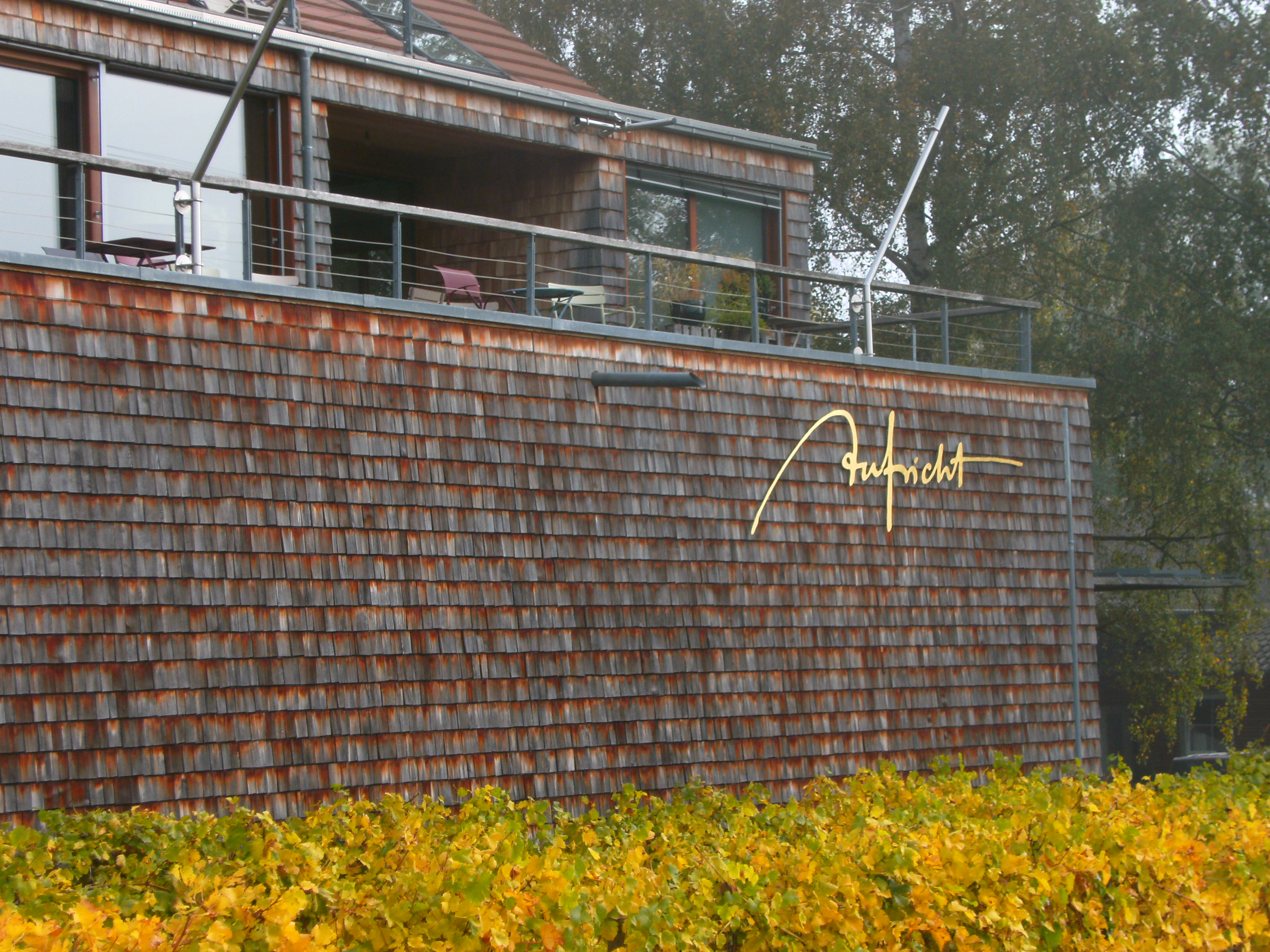
Stetten (Bodenseekreis): Höhenweg, Weingut Aufricht. Gebäude, Südseite.

Das Weingut Aufricht ist ein privates Weingut der Brüder Robert und Manfred Aufricht im Weinanbaugebiet Baden mit Sitz in Stetten am Bodensee.

## Lage

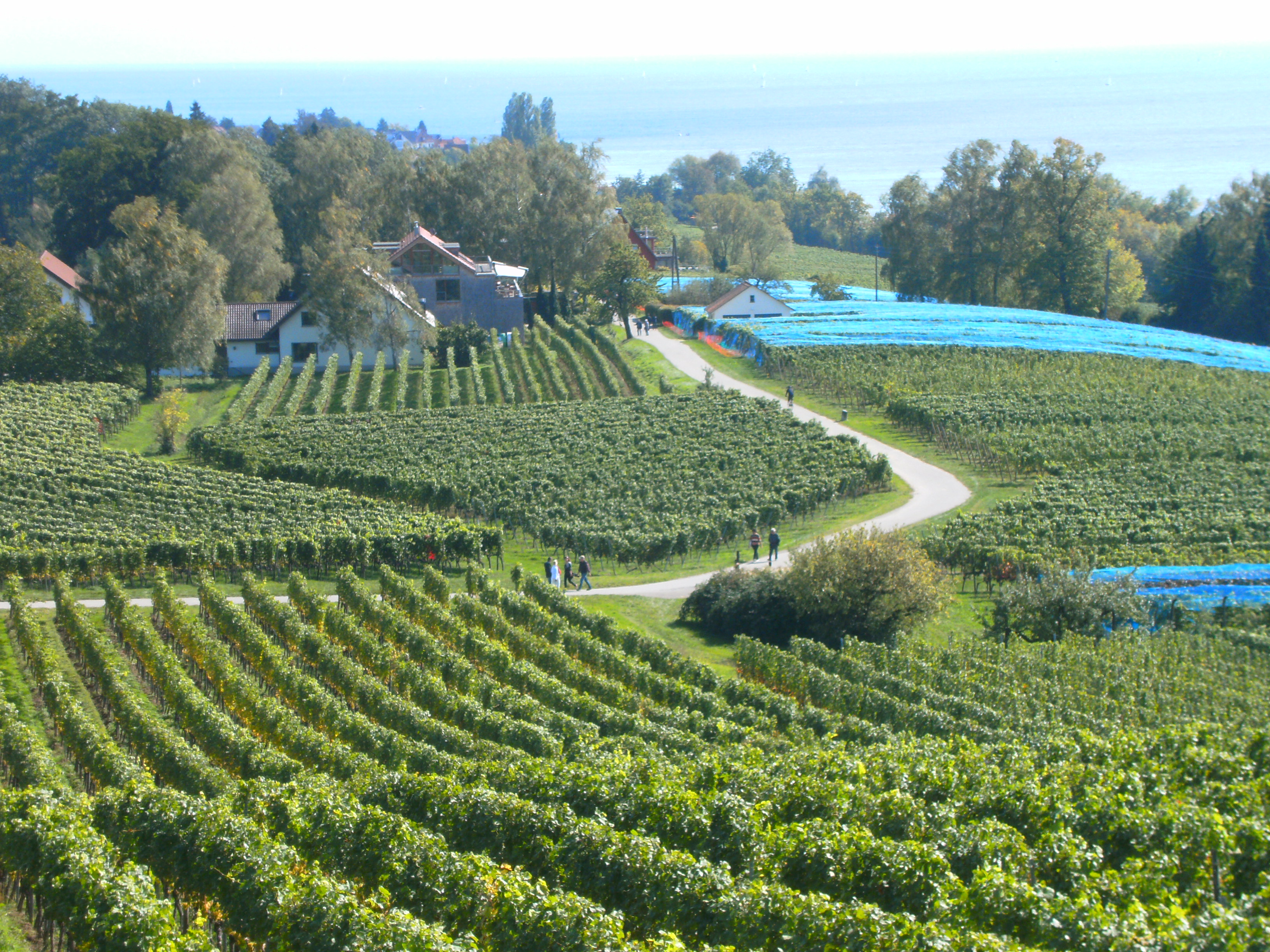
Sicht von der Deutschen Kriegsgräberstätte Meersburg-Lerchenberg auf das Weingut Aufricht und das Gebiet von Stetten am Bodenseeufer

Das Weingut liegt auf dem Gebiet von Stetten am Höhenweg 8 zwischen Meersburg und Hagnau am Bodensee. Das Weingut befindet sich innerhalb der eigenen Weinberge, die bis ans Ufer des Bodensees reichen. Eine schmale Straße für den Anlieger- und Landwirtschaftsverkehr führt vom Ortskern von Stetten unterhalb der Bundesstraße 31 hindurch, dann an der Deutschen Kriegsgräberstätte Meersburg-Lerchenberg vorbei zum Weingut.

## Geschichte des Weinguts
Der Begründer, Josef Aufricht, stammt aus der Batschka und kam nach dem Zweiten Weltkrieg an den Bodensee. Als Bodensee-Winzer betrieb er Flächenaustausch mit Kollegen. Im Jahr 1986 verließ die Familie Aufricht die Genossenschaft in aller Freundschaft. Der bis ins hohe Alter im Geschäft aktive Josef Aufricht verstarb 2015. Heute betreiben seine Söhne Robert und Manfred Aufricht das Weingut, die mittlerweile von der nächsten Generation durch Sophia und Johannes Aufricht unterstützt werden.

## Weinlagen und Rebsorten
Die bewirtschafteten Weinlagen sind Sängerhalde (Meersburg), Chorherrenhalde (Meersburg), Fohrenberg (Meersburg), Mocken (Meersburg), Kriesemann (Meersburg) und Trielberg (Meersburg) Die angebauten Rebsorten sind Chardonnay, Müller-Thurgau, Regent, Grauburgunder, Weißer Burgunder, Blauburgunder (Pinot Noir), Riesling, Sauvignon blanc, Auxerrois und Scheurebe. Die Traditionssorten des Bodenseegebiets seit dem Mittelalter sind Auxerrois, Spätburgunder und Gutedel. Diese Traditionssorten und alte Sorten wie der Frühburgunder werden bewusst weiter im Weingut angebaut. Der Sauvignon blanc wurde vom Weingut Aufricht als erstem Weingut in der Bodenseeregion eingeführt.

## Ökologie
Pro Jahr werden etwa 20 Nuss-, Apfel- und Birnbäume als Hochstammbäume in dem Weingut gepflanzt. Gedüngt wird organisch, auf Herbizide wird verzichtet. In der Nähe der Wasserläufe gibt es Blühstreifen. Für die Greifvögel, die auf Wühlmäuse Jagd machen, sind Ansitzstangen eingerichtet. Schwalben nutzen die Gelegenheit, in der Brennerei zu nisten.